# Desmineralização
Desmineralização é a perda de elementos minerais importantes como flúor e cálcio, na constituição dos tecidos duros, como ossos e dentes. Como exemplo podemos citar a osteoporose nos ossos e a cárie, nos dentes.
Dependendo da situação, existe a possibilidade de remineralização como no caso de aplicações tópicas de flúor para lesões iniciais de cárie.
Uma aplicação útil para a desmineralização é sua ação pelo HCl do estômago quando há ingestão de materiais ricos em minerais, tais como os ossos. Um mamífero, cachorro por exemplo, quando ingere um osso e este alimento chega ao estômago, será beneficiado pela ação do ácido clorídrico que deixará o alimento maleável e passível de digestão.